# Dani Olmo
Daniel Olmo Carvajal (Terrassa, 7 de maio de 1998) é um futebolista espanhol que atua como meio-campista ou ponta. Atualmente joga no Barcelona.

## Carreira

### Início
Nascido em Terrassa, Barcelona, Catalunha, Olmo chegou às categorias de base do Barcelona aos nove anos, proveniente do vizinho Espanyol.
Dani esteve com o Barcelona até o ano de 2014. Naquele momento, seu contrato com a equipe de La Masia estava no fim, e o adolescente teve de optar por outra equipe a jogar. Mesmo com só 16 anos, ele viu numa equipe estrangeira o projeto necessário para evoluir o seu futebol:
| “                                                       | Nenhum outro clube me ofereceu um projeto esportivo como o do Dínamo: a possibilidade de, com 16 anos, poder jogar profissionalmente, treinando com jogadores mais experientes e com bagagem internacional. Decidi ir para a Croácia para continuar me desenvolvendo e não me arrependo. Hoje sou o jogador que sou por causa do tempo que passei lá. | ” |
| — Dani Olmo, sobre deixar o Barcelona e rumar à Croácia | |   |

### Dínamo Zagreb
Em uma jogada surpresa, Olmo ingressou no Dínamo Zagreb em 31 de julho de 2014, aos 16 anos. Ele fez sua estreia contra o Lokomotiva, no dia 7 de fevereiro de 2015.
Sua trajetória no futebol contrastou com a de outro jovem croata. Se Olmo deixou a equipe Catalã para atuar na Croácia, Alen Halilović, destaque das categorias de base do Dínamo Zagreb, fizera justamente o oposto em 2014.
Em 22 de agosto de 2016, Olmo assinou um novo contrato de quatro anos com o Dínamo Zagreb, em 18 de setembro de 2019, ele fez sua estreia na Liga dos Campeões com uma vitória em casa por 4 a 0 sobre o Atalanta.
Olmo marcou seu primeiro gol na competição no dia 22 de outubro de 2019, no empate por 2–2 fora de casa com o Shakhtar Donetsk. Ele marcou o único gol do Dínamo na derrota em casa por 4–1 para o Manchester City no dia 11 de dezembro, com o clube terminando na última posição do grupo.
Sua passagem no país foi muito especial para o jovem jogador. Nos seus primeiros meses ele já havia "se sentido integrado" no país e buscou aprender o idioma croata para se comunicar melhor com seus companheiros de time. Jogando no Dínamo, ele também recebeu sua primeira convocação para a Seleção Espanhola, o que foi uma agradável surpresa para ele:
| “                                     | O treinador do Dínamo juntou todos os jogadores ao final do treino e disse: 'Temos mais um jogador no elenco convocado para a seleção do seu país. Dani foi o escolhido'. Eu não esperava por isso, fiquei em choque. Estava tão concentrado no treinamento que nem lembrava que naquele dia haveria uma convocação da seleção. A alegria foi imensa. | ” |
| — Olmo, sobre sua primeira convocação | |   |

Ainda em Zagreb, o jogador criou uma amizade com o volante Jonas, brasileiro que havia chegado na equipe por empréstimo do Flamengo. Jonas fizera dupla com Olmo em algumas oportunidades, e o piauiense falou sobre o espanhol:
| “                        | É um cara diferenciado, chega muito fácil ao ataque. Ele é um meia e às vezes jogava como volante com a gente. Tem um qualidade absurda. Sabia que era só uma questão de tempo até estar com nome bem conhecido no cenário internacional. Ele é destro que pega a bola e só joga para frente. Sabe fazer tabelas e finaliza bem. É um jogador completo e moderno. Eu conversava muito com ele e tínhamos uma boa relação pelo idioma ser mais parecido. A gente ficava brincando nas concentrações e ele queria falar palavrões em português. | ” |
| — Jonas, sobre Dani Olmo | |   |

No futebol local, o jogador conquistou diversos títulos caseiros, sendo cinco vezes o Campeonato Croata. Após 124 partidas e 34 gols marcados, o espanhol deixou o país no meio da temporada 2019–20, abdicando também de seus colegas de equipe:
| “                            | A despedida do Dínamo foi dura. Eu sabia que deixaria pra trás muitos companheiros, jogadores e corpo técnico, pessoas que me ajudaram muito. | ” |
| — Dani, sobre sair do Dínamo | |   |

### RB Leipzig
Em 25 de janeiro de 2020, Olmo mudou-se para a Bundesliga, para atuar pelo RB Leipzig, assinando um contrato de quatro anos. Realizou sua estreia em 1 de fevereiro, na 20ª rodada da Bundesliga, em um empate por 2–2 com o Borussia Mönchengladbach, entrando no lugar de Tyler Adams aos 69 minutos.
Na sequência do campeonato, conseguiu chegar a marca de três gols em 12 partidas, garantindo-se na terceira colocação geral da Liga Alemã. Seu primeiro tento ocorreu na 29ª rodada, ao enfrentarem o 1. FC Köln. Os demais aconteceram na rodada 31, quando estufou as redes do Hoffenheim duas vezes e garantiu a vitória por 2–0.
O jogador passou a ser frequentemente utilizado pelo clube alemão nas demais edições de Bundesliga. Na sua segunda temporada, obteve muito destaque marcando cinco gols e dando outras nove assistências na Liga Alemã.
Em números individuais, essa foi a sua melhor época na Bundesliga, mas continuou sendo uma das principais joias da equipe e obteve muito destaque ao longo de suas quatro temporadas e meia em solo Alemão. Seus anos na competição levaram Dani a ser frequentemente convocado à Seleção Espanhola, além de ter tido a oportunidade de disputar a Liga das Nações da UEFA, Eurocopa e também a Copa do Mundo FIFA.
Seu primeiro gol com a camisa do Leipzig aconteceu na derrota por 3–1 da DFB-Pokal para o Eintracht Frankfurt. A eliminação precoce não se repetiu na edição seguinte, já que Olmo participou de todos os jogos e ajudou o time a chegar na decisão contra o Borussia Dortmund. No jogo, Dani marcou seu único gol na competição, mas Jadon Sancho e Erling Haaland marcaram duas vezes cada e levantaram o troféu após um placar de 4–1 para os Blackyellow.
O jogador viria a jogar a edição mais três vezes e chegou a outras duas finais nos próximos dois anos. Todavia, diferentemente da partida diante do Borussia, Olmo comemorou os títulos nacionais, mas sem marcar gols no tempo normal. Na edição de 2023–24, o espanhol não chegou a entrar em campo por conta de uma lesão que o tirou dos dois jogos da equipe. Nesse tempo, a equipe foi eliminada pelo Wolfsburg.

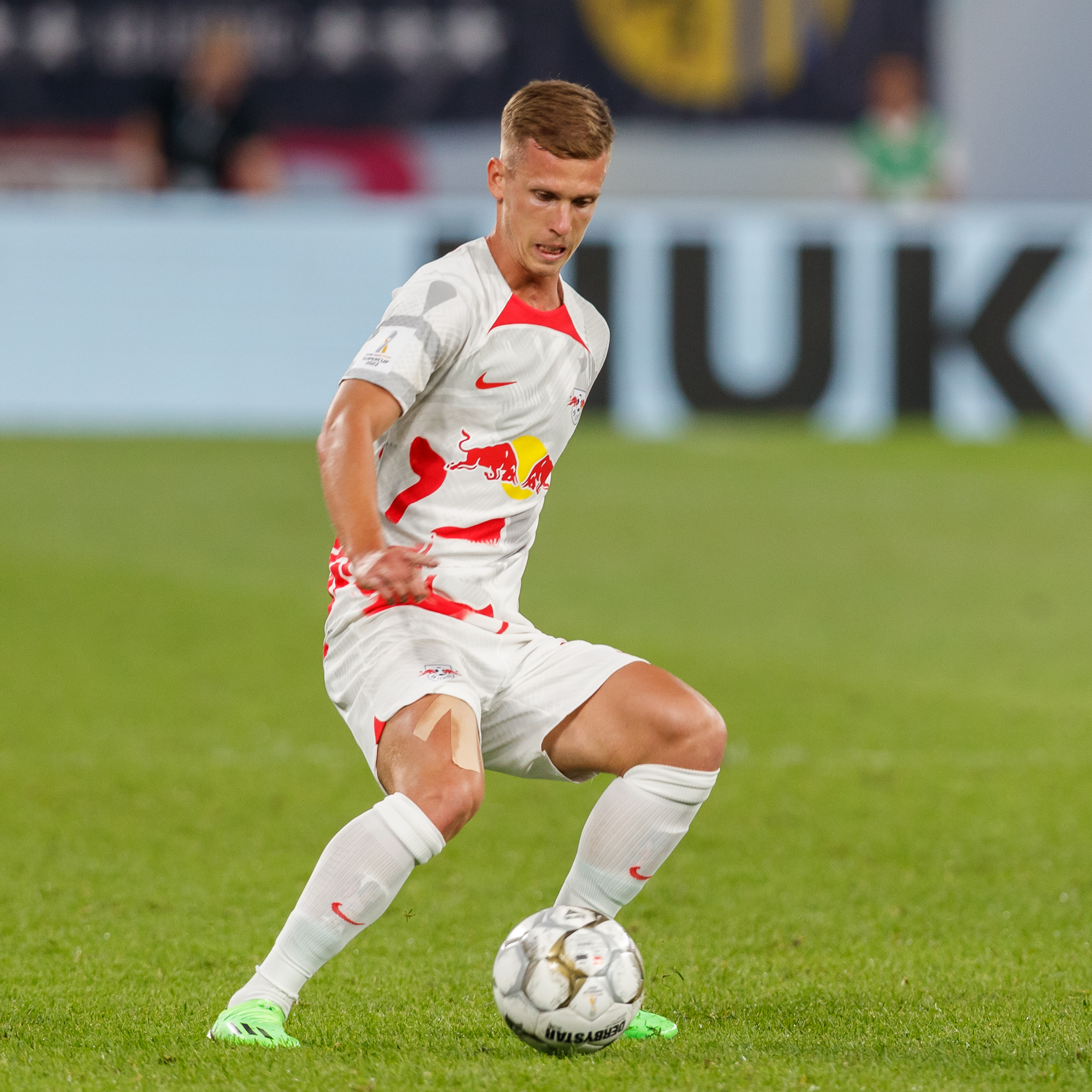
Dani Olmo pelo Leipzig em 2022

Por conta de seus dois troféus na Copa da Alemanha, o espanhol teve a oportunidade de disputar a Supercopa da Alemanha duas vezes, e ambas aconteceram em um jogo contra o Bayern de Munique. Em 2022, os bávaros golearam o time de Olmo por 5–3, mas o espanhol conseguiu balançar as redes de Manuel Neuer uma vez. Um ano depois, o jogador teve demasiado destaque ao marcar um hat-trick na decisão e garantir um placar de 3–0 para o Leipzig.
As campanhas regulares do Leipzig dentro da Bundesliga levaram Olmo a disputar a Liga dos Campeões da UEFA cinco vezes consecutivas. Em sua estreia, por conta da pandemia de COVID-19 na Europa, os times só fizeram jogos de ida e volta até as oitavas de final. O jogador não entrou em campo nessa fase, mas viu o clube eliminar o Tottenham.
No jogo seguinte, na partida única das quartas de final, Olmo marcou o gol que abriu o placar na vitória por 2–1 sobre o Atlético de Madrid, no Estádio José Alvalade, com o Leipzig avançando para as semis da Liga dos Campeões pela primeira vez na história do clube. A campanha histórica, no entanto, terminou quando enfrentaram o Paris Saint-Germain. Os franceses comandados por Thomas Tuchel venceram por 3–0 e eliminaram os alemães.

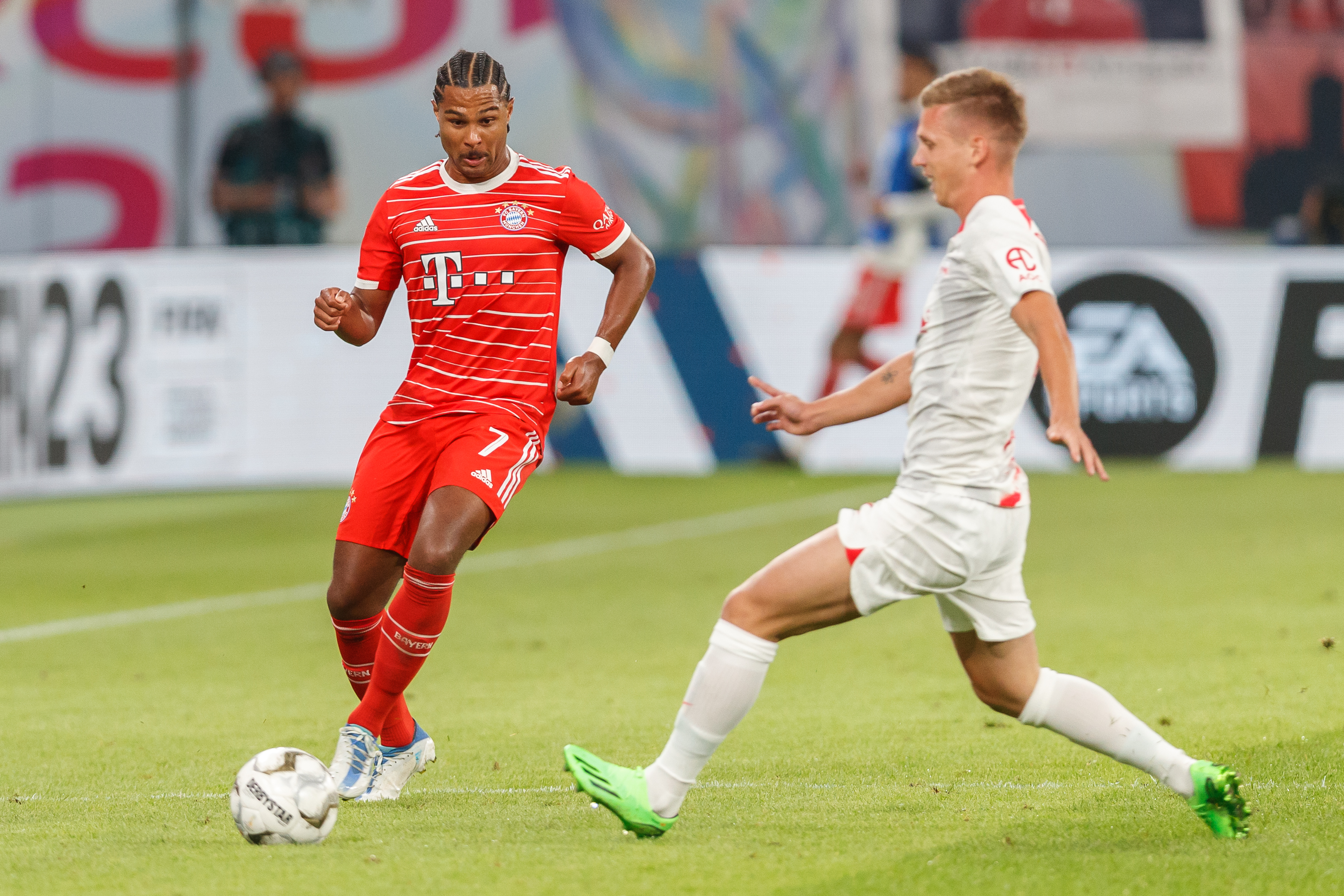
Dani Olmo e Serge Gnabry disputando a Supercopa da Alemanha de 2022

Na edição seguinte, Dani viu o time estar em um grupo com o PSG e o Manchester United, mas o sucesso da equipe alemã superou os ingleses no último jogo da Fase de Grupos e obtiveram uma classificação ás oitavas. O espanhol, no entanto, marcou apenas um gol no jogo anterior ao enfrentar o İstanbul Başakşehir. Nos jogos de eliminatórias, o clube enfrentou o Liverpool, mas perdeu ambos os jogos por 2–0 e acabou sendo eliminado.
Pela Liga dos Campeões da UEFA de 2022–23, o jogador esteve em um grupo onde enfrentaria o PSG, o Manchester City e o Club Brugge, mas só fizera duas partidas em toda edição e deixou de entrar em campo nos demais jogos por conta de lesões que o impediram de fazer mais jogos. A equipe somou apenas sete pontos e teve que disputar a Liga Europa.
Ao entrar em campo pela Liga Europa da UEFA de 2021–22, o jogador contemplou um empate por 2–2 diante a Real Sociedad. No jogo seguinte, porém, os alemães venceram-nos por 3–1 e garantiram-se na próxima fase. Mesmo sem os gols de Olmo, a equipe conseguiu chegar até a semifinal, mas lá foram eliminados pelos Rangers por um placar agregado de 3–2.
Após isso, Olmo retornou para disputar a Liga dos Campeões na penúltima rodada da fase de grupos. O jogador tinha sofrido outra lesão e ficou de fora da maior parte dos jogos do time até então. Ao voltar, viu o time vencer o Real Madrid por 3–2. Na partida seguinte, marcou um gol na goleada por 4–0 diante do Shakhtar Donetsk. O clube conseguiu vaga às oitavas de final, mas o espanhol deixou de participar do jogo de ida por outro problema físico. No jogo de volta, após um empate em 1–1, Dani deixou a Champions League após os Citizens golearem a equipe adversária por 7–0. Outrora carrasco do jogador no tempos dele no Borussia Dortmund, Erling Haaland aplicou cinco gols nessa partida.
A última vez que entrou em campo, pelo Leipzig, na Liga dos Campeões aconteceu durante a temporada 2023–24. Lá, estreou na terceira rodada, após perder os jogos iniciais por lesão no joelho, e marcou um gol em partida diante do Estrela Vermelha. Após novo problema físico, retornou aos gramados para enfrentar o Real Madrid nas oitavas de final. Na ocasião, o time perdeu o jogo por 1–0. Na partida seguinte, o jogo terminou empatado em 1–1 e os Merengues conseguiram a vaga.
Após essa prolífica passagem de quatro temporadas e meia, e uma artilharia na Eurocopa de 2024, o jogador deixou o time alemão com 148 jogos, 29 gols e 31 assistências.

### Barcelona
No dia 9 de agosto de 2024, Olmo retornou ao clube onde jogou como juvenil, o Barcelona, assinando um contrato de seis anos em um acordo supostamente avaliado em cerca de 60 milhões de euros.
Mesmo tendo sido a contratação mais cara do Barcelona naquele período, Olmo enfrentou uma realidade complexa na Catalunha antes mesmo de realizar a sua estreia. O clube enfrentava problemas com o fair play financeiro e não podia ser inscrito até que outro homem fosse negociado. No entanto, nesse mesmo período, o zagueiro Andreas Christensen sofreu uma grave lesão e teve de ficar de fora por diversos meses para realizar seu tratamento. Assim, por conta de uma regra da La Liga que permitia que se caso um atleta ficasse de fora por mais de quatro meses, outro poderia ser inscrito em seu lugar, até a recuperação do jogador lesionado.
A estreia do jogador se deu na terceira rodada do Campeonato Espanhol, contra o Rayo Vallecano. A partida começou com um tento do time de Madrid, mas Pedri empatou a partida no segundo tempo. Na reta final, Olmo, que havia substituído Ferran Torres, conseguiu marcar o gol que definiu o placar em 2–1 aos 87 minutos.
Olmo tivera um começo muito positivo com as cores do clube catalão. Nas primeiras três rodadas do médio na La Liga, o jogador atingiu a marca de três gols consecutivos e contribuiu ativamente na sequência que mantivera o Barcelona como líder do Campeonato. Mesmo se lesionando pouco depois de marcar o seu terceiro tento na Liga, o atleta retornara aos gramados em outubro, um mês depois do problema muscular, e, em novembro, conseguiu seu primeiro doblete diante o Espanyol.
Seu início positivo fez com que Dani terminasse 2024 com seis gols e uma assistência em 15 partidas em todas as competições pelo Barça. Todavia, com a volta de Andreas de sua lesão, a continuidade de Olmo na equipe catalã voltou a ficar em cheque. A situação do clube era delicada, a Liga exigia que o clube cumprisse com regras de fair play para poder ingressar o meio-campista no elenco Culé, mas o presidente da equipe catalã, Joan Laporta, não conseguiu mostrar garantias aceitáveis à Federação e o seu atleta não foi inscrito para participar do restante da competição espanhola até o mês de janeiro – onde abria a Janela de Transferências do Futebol Europeu.
Ainda no primeiro mês de 2025, o Barcelona tentava ativamente inscrever o meio-campista nas competições nacionais, mas enfrentava uma resistência forte da La Liga e dos demais clubes do Campeonato. Todavia, no dia 9 de janeiro, o Conselho Superior de Esportes da Espanha, após apelação dos catalães, cedeu uma liminar que permitia a participação de Olmo nas competições espanholas. Desse modo, o jogador esteve em campo na vitória diante o Real Madrid por 5–2 na final da Supercopa da Espanha e comemorou seu primeiro troféu com os Culés.

## Seleção Nacional
Olmo foi convocado pela primeira vez para a Seleção Espanhola em 8 de novembro de 2019, para as Eliminatórias da Euro 2020 contra Malta e Romênia, depois que a Espanha já havia se classificado para o torneio. Olmo realizou sua estreia no dia 15 de novembro, entrando no lugar do atacante Álvaro Morata aos 66 minutos. O jogador teve boa atuação e balançou as redes três minutos depois, na goleada em casa por 7–0 contra Malta.

### Euro 2020
Dani Olmo esteve entre os convocados da Espanha para a Euro 2020. E estreou na primeira rodada da fase de grupos, em um empate por 0–0 diante da Suécia. O jogador só participou de gols na fase seguinte, quando deu duas assistências para garantir a classificação da Seleção Espanhola na prorrogação. Na partida, disputada contra a Croácia, o jogador deu passes para Álvaro Morata e Mikel Oyarzabal fazerem seus respectivos gols em uma vitória por 5–2.
Nas quartas de final, contra a Suíça, marcou um gol na disputa por pênaltis e viu a Espanha conseguir a classificação ao fim das cobranças. Na semifinal, deu novamente uma assistência para Morata. O jogo terminou empatado em 1–1, mas, diferentemente da cobrança do jogo anterior, errou seu chute e viu os espanhóis amargarem a eliminação diante da Itália.

### Olimpíadas 2020
Em 29 de junho de 2021, Olmo foi um dos 22 convocados pelo técnico Luis de la Fuente para a disputa dos Jogos Olímpicos de 2020.

### Nations League 2022–23
Após ter ficado dos jogos finais da Edição de 2020–21 por conta de lesão, Olmo participou ativamente da campanha vencedora da Espanha na Liga das Nações da UEFA de 2022–23. O espanhol, no entanto, não participou diretamente de nenhum gol, mas esteve em campo na partida final e contemplou a vitória dos seus colegas de equipe após uma disputa por pênaltis contra a Croácia.

### Copa do Mundo de 2022
Já em 2022, foi um dos 26 convocados por Luis Enrique para a Copa do Mundo realizada no Catar.
Na edição, Olmo estreou marcando um dos sete gols da Espanha na Costa Rica no primeiro jogo da Fase de Grupos. No entanto, essa foi a última participação em gols do atleta. Os espanhóis passaram de fase, com Dani jogando de titular todos os jogos, mas foram eliminados nos pênaltis para Seleção de Marrocos. O jogador não chegou a realizar uma cobrança, pois foi substituído, pela primeira vez na competição, na prorrogação daquele jogo de oitavas de final.

### Euro 2024

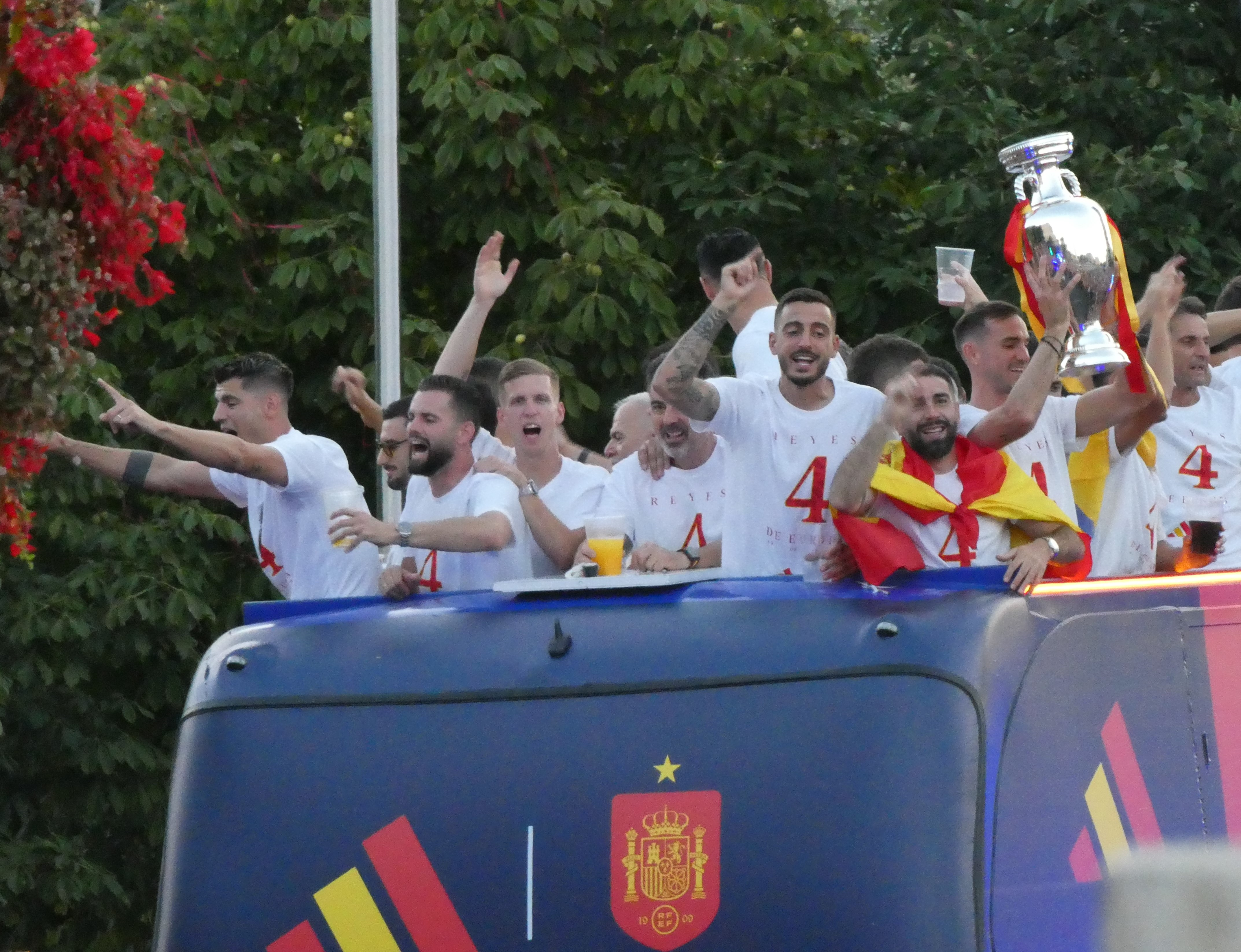
Dani Olmo (quarto, da esquerda para direita) comemorando o título da Euro

Em 2024, Dani Olmo foi novamente convocado para disputar uma edição de Eurocopa. Na campanha, o meio-campista foi um dos pilares da Seleção, participando, ao todo de cinco gols no título continental.
Após jogar 31 minutos na estreia, e ter sido um reserva no jogo seguinte, Olmo ajudou a Espanha a fazer seu único tento contra a Albânia, no último jogo da fase de grupos da Euro, com uma assistência para Ferran Torres. Após isso, contra a Geórgia pelas Oitavas, marcou um dos quatro gols da Furia em uma goleada por 4 a 1.
Diante da Alemanha nas quartas, brilhou novamente ao abrir o placar no duelo, após um passe da joia Lamine Yamal. Outra promessa alemã, Florian Wirtz, empatou o jogo, mas Dani Olmo, aos 119 minutos da prorrogação, fez um cruzamento que culminou em um gol de cabeça de Mikel Merino. Os espanhóis venceram, eliminaram a Seleção Anfitriã, e puderam disputar a semifinal da Euro pela segunda vez consecutiva.
Nesse jogo, enfrentaram a atual vice-campeã do Mundo, a França de Kylian Mbappé. Os franceses abriram o placar aos oito minutos, mas Yamal empatou a partida aos 21. Quatro minutos depois, Olmo finalizou de perna direita, para balançar as redes do goleiro Mike Maignan e garantir a vitória. Na partida decisiva, contra a Inglaterra, Dani não participou de nenhum dos tentos espanhóis, mas atuou durante 90 minutos e comemorou o troféu com seus compatriotas após o triunfo por 2–1.
Seus três gols ao longo da competição deram a Dani o posto de artilheiro da competição. O pico, no entanto, foi dividido com outros cinco jogadores: Harry Kane, Jamal Musiala, Cody Gakpo, Ivan Schranz e Georges Mikautadze. Olmo foi o único jogador espanhol a conseguir o posto de goleador da competição.

## Vida pessoal
O pai de Olmo, Miquel, também era jogador de futebol. Atacante, ele jogou profissionalmente em times da Segunda Divisão. O irmão mais velho de Dani, Carlos, também é jogador de futebol e joga como zagueiro no Dínamo Zagreb II. Olmo fala croata fluentemente.

## Títulos
Dínamo Zagreb
- Campeonato Croata: 2014–15, 2015–16, 2017–18, 2018–19 e 2019–20[carece de fontes?]
- Copa da Croácia: 2014–15, 2015–16, 2016–17 e 2017–18[carece de fontes?]
- Supercopa da Croácia: 2019[carece de fontes?]

RB Leipzig
- Copa da Alemanha: 2021–22 e 2022–23[carece de fontes?]
- Supercopa da Alemanha: 2023[carece de fontes?]

Barcelona
- Supercopa da Espanha: 2024–25[carece de fontes?]
- Copa del Rey: 2024–25[87]
- La Liga: 2024–25[88]

Espanha Sub-21
- Eurocopa Sub-21: 2019[89]

Espanha
- Liga das Nações da UEFA: 2022–23[carece de fontes?]
- Eurocopa: 2024[carece de fontes?]

### Prêmios individuais
- Seleção da Eurocopa Sub-21: 2019[90]
- Homem do Jogo da Final da Eurocopa Sub-21: 2019
- Liga dos Campeões da UEFA Breakthrough XI: 2019[91]
- Melhor Jogador do Campeonato Croata: 2017–18[92] e 2018–19[93]
- Melhor Jogador Sub-21 do Campeonato Croata: 2018–19[93]
- Seleção do Campeonato Croata: 2018–19[93]
- Jogador da Temporada do Dínamo Zagreb: 2018–19
- SIMPOSAR International Sports Symposium – Discovery of the Year: 2018–19[94][95]
- 13º Colocado na Ballon d'Or de 2024
- Indicado a Seleção do Ano da FIFA: 2024 (FIFPro)[carece de fontes?]

### Artilharias
- Eurocopa de 2024 (3 gols)[carece de fontes?]